# Oedicladium involutaceum
Oedicladium involutaceum är en bladmossart som beskrevs av Mitten 1868. Oedicladium involutaceum ingår i släktet Oedicladium och familjen Myuriaceae. Inga underarter finns listade i Catalogue of Life.